# Sông Cao Bình

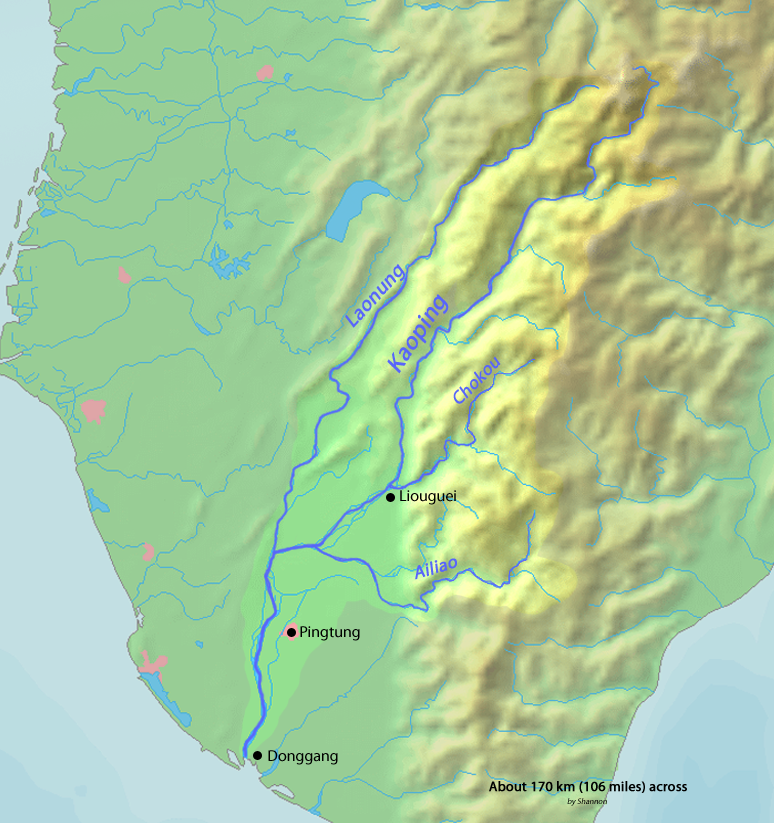
Bản đồ lưu cực sông Cao Bình

Cao Bình (高屏溪, Cao Bình khê), tên cũ là Hạ Đạm Thủy khê là một dòng sông tại miền nam Đài Loan. Đây là sông dài thứ hai tài Đài Loan với 171 km và diện tích lưu vực là 3.256,85 km². Lưu vực sông có diện tích lớn nhất Đài Loan trải dài trên địa bàn Nam Đầu, Gia Nghĩa, Đài Đông, Cao Hùng và Bình Đông thuộc địa bàn của 23 hương trấn và khu.
Tên của sông được đặt từ năm 1960, ghép từ hai địa phương Cao Hùng và Bình Đông, là hai lưu vực quan trọng nhất của sông. Khởi nguồn của sông là Ngọc Sơn với những đỉnh núi cao trên 3000 mét. Thoạt đầu nguồn sông chảy về phía đông bắc, sau đó chuyển hướng đông nam rồi tây nam trước khi đổ ra eo biển Đài Loan. Sông Kỳ Sơn là phụ lưu lớn nhất của sông Cao Bình, phụ lưu này có nguồn từ những đỉnh núi cao 2700 mét, chiều dài 118 và diện tích lưu vực là 842 km². Lưu vực sông Cao Bình có lượng mưa trung bình lên tới 3046 mm mỗi năm, lượng nước chảy hàng năm của sông là 8,46 tỷ mét khối nước, lượng cát hàng năm là 35,61 triệu mét khối. Khối lượng vận tải đạt 10934 tấn mỗi mét vuông bề mặt sông, đứng thứ 11 trên thế giới.
Từ thập niên 1970, khu công nghiệp Lâm Viên hình thành tập trung nhà máy lọc dầu cùng nhiều nhà máy khác ở hai bên bờ sông. Năm 1980 đã xảy ra sự cố ô nhiễm nước thải gây nên những sự phản đối lớn từ phía nhân dân. Nhờ cóa lượng nước dồi dào cùng đất đai màu mỡ, ngành nông nghiệp ở hạ nguồn của sông khá phát triển. Ở đầu nguồn, việc chặt phá rừng đã làm tăng nguy cơ lũ lụt của sông.

## Phụ lưu
- Cao Bình：Cao Hùng, Bình Đông, Gia Nghĩa, Nam Đầu, Đài Đông
  - Ngư Trù：Vạn Đan, TP Bình Đông, Trường Trị, Bình Đông
  - Vũ Lạc：TP Bình Đông, Cửu Như, Diêm Phố, Lý Cảng, Bình Đông - 48 km
  - sông Kì Sơn：Cao Hùng; Bình Đông; Gia Nghĩa - 30 km
    - Mĩ Nùng：Kỳ Sơn & Mỹ Nùng, Cao Hùng
    - Khẩu Ải：Kỳ Sơn, Nội Môn, Sam Lâm thuộc Cao Hùng
    - Nội Liêu：Sam Lâm, Cao Hùng
    - Phương Liêu：Sam Lâm, Cao Hùng

  - Lão Nùng：Cao Hùng; Bình Đông; Đài Đông; Nam Đầu - 100 km
    - Ải Liêu：Bình Đông; Đài Đông - 76 km
      - Khẩu Xã：Cao Thụ & Tam Địa Môn, Bình Đông- 48 km
      - Ải Liêu Nam：Tam Địa Môn, Mã Gia, Thái Vũ, Vụ Đài thuộc Bình Đông
      - Ải Liêu Bắc：Tam Địa Môn & Vụ Đài thuộc Bình Đông; Ti Nam, Đài Đông
        - Ba Du：Vụ Đài, Bình Đông
          - Ngạch Lạc Ô：Vụ Đài, Bình Đông

    - Trạc Khẩu：Mậu Lâm & Đào Nguyên, Cao Hùng - 59 km
      - Ôn Tuyền：Mậu Lâm, Cao Hùng

    - Bảo Lai：Lục Quy & Đào Nguyên thuộc Cao Hùng
    - Lạp Khắc Tư：Đào Nguyên, Cao Hùng
    - Lạp Khố Âm：Đào Nguyên, Cao Hùng